# 40 cm/45 Type 94
Il Type 94 era un cannone d'artiglieria navale da 460 millimetri di calibro (il 40 cm nel nome serviva a mascherare il vero calibro). Sparava proiettili da 1360 kg (esplosivi) e 1460 kg (perforanti) a una distanza massima di 42 km. Questi cannoni sono famosi per essere le armi principali della nave da battaglia Yamato, del 1943.

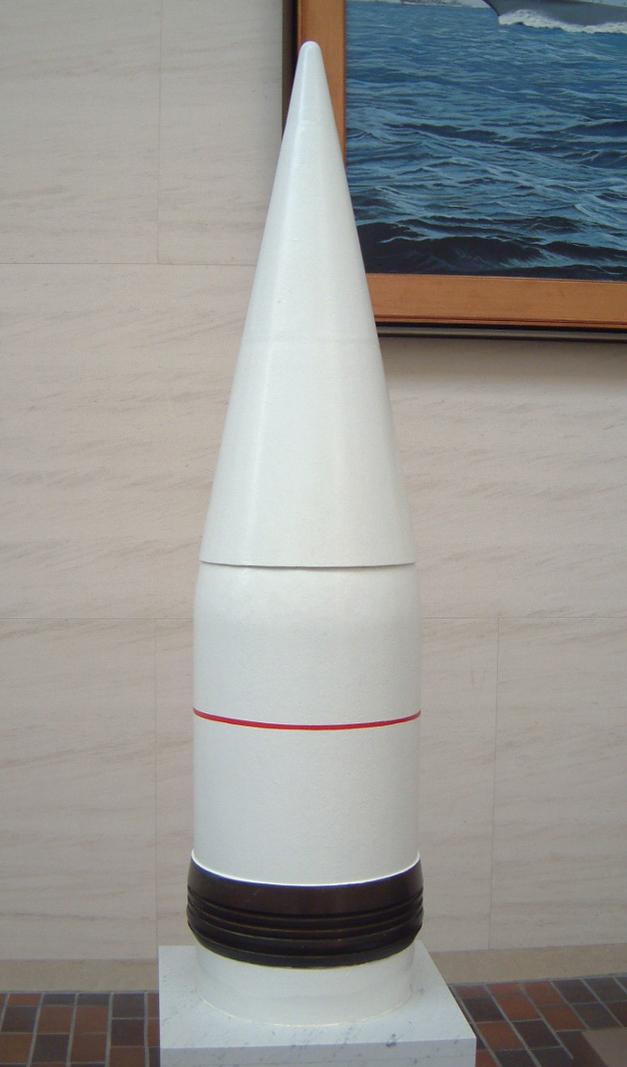
Type 94 proiettile perforante al Santuario Yasukuni a Tokyo.
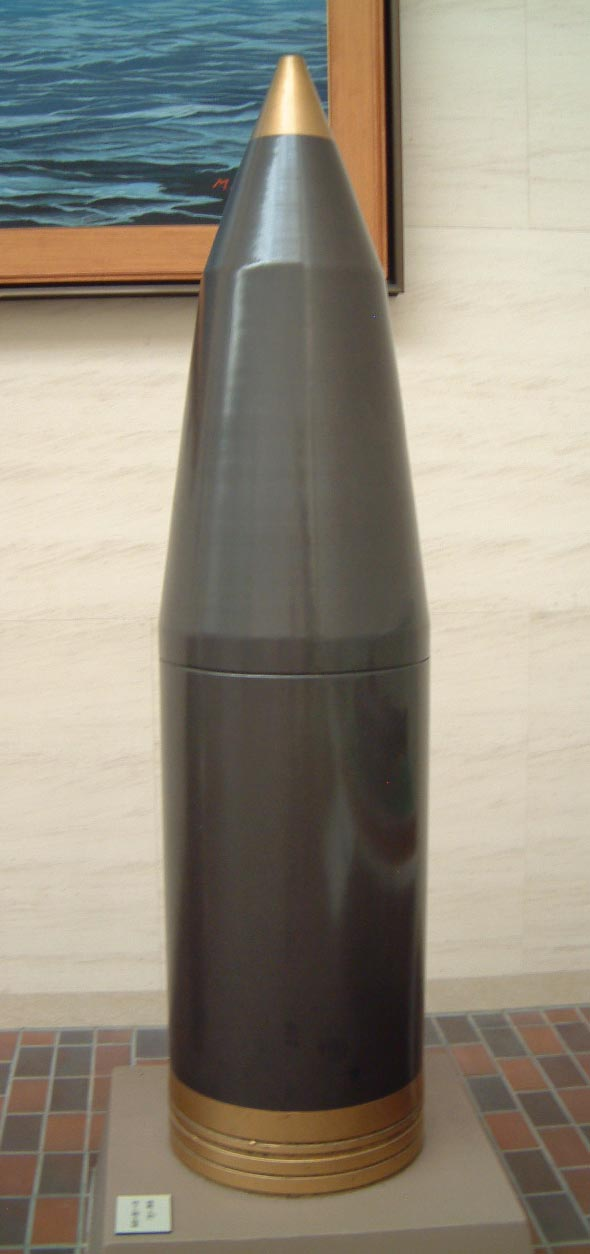
proiettile ad alto esplosivo